# Técnicas de Controle de Chaveamento
As técnicas de controle de chaveamento abordam a atenuação da interferência eletromagnética (EMI) em eletrônicos de potência (PE). O projeto de de eletrônica de potência envolve três principais desafios a serem superados, eles são  : 1. perdas de potência, 2. EMI e 3. harmônicos . Além disso, o uso de PE traz algumas desvantagens para a rede elétrica em relação ao EMI, nas quais é necessário considerar durante desenvolvimento de projeto e a operação, especialmente quando é desejável atender às restrições da EMC (por exemplo, CISPR 22 ). Lidar com conversores estáticos projetados a partir de PE, por exemplo, pode causar distúrbios de sinal no ambiente elétrico (próximo ou distante), por exemplo, sinal de recepção de rádio, sistema de navegação de veículos, sistemas de aviação, etc.  . 

Essas perturbações são causadas principalmente pelo alto nível de interferência de alta frequência das atividades de comutação em componentes semicondutores dentro do PE e tem sido um desafio lidar com as técnicas de filtragem e proteção de uma vez demandas por aumento de custo e tamanho para sua implementação, além de problemas de eficiência. Portanto, o modo de comutação de alimentação é usado para obter uma maior eficiência .

## Mitigação de Interferência Eletromagnética
O avanço das tecnologias de semicondutores  e sua adoção em dispositivos eletrônicos de potência  fornecem dispositivos de comutação rápida de energia prontos para uso, aumentando progressivamente a eficiência e a tecnologia de energia de alta densidade em sistemas eletrônicos. Para atingir os requisitos de compatibilidade eletromagnética que atendam a normas internacionais, é importante entender melhor o comportamento dinâmico dos dispositivos de comutação em PE e os fatores que causam modificações na forma e na taxa da forma de onda de saída  . Portanto, é possível distinguir duas maneiras de supressão de EMI em relação à PEI (ver Fig. 1) e dizem respeito a intervenção em: fonte de energia e caminho de propagação. Por um lado, a intervenção na fonte é possível usando técnicas de controle de comutação (aumentando a eficiência), redesenho do circuito (caro e demorado) e usando transição de comutação suave. Por outro lado, se aplicar filtros externos ou internos (também caros), é possível abordar o caminho de propagação. 

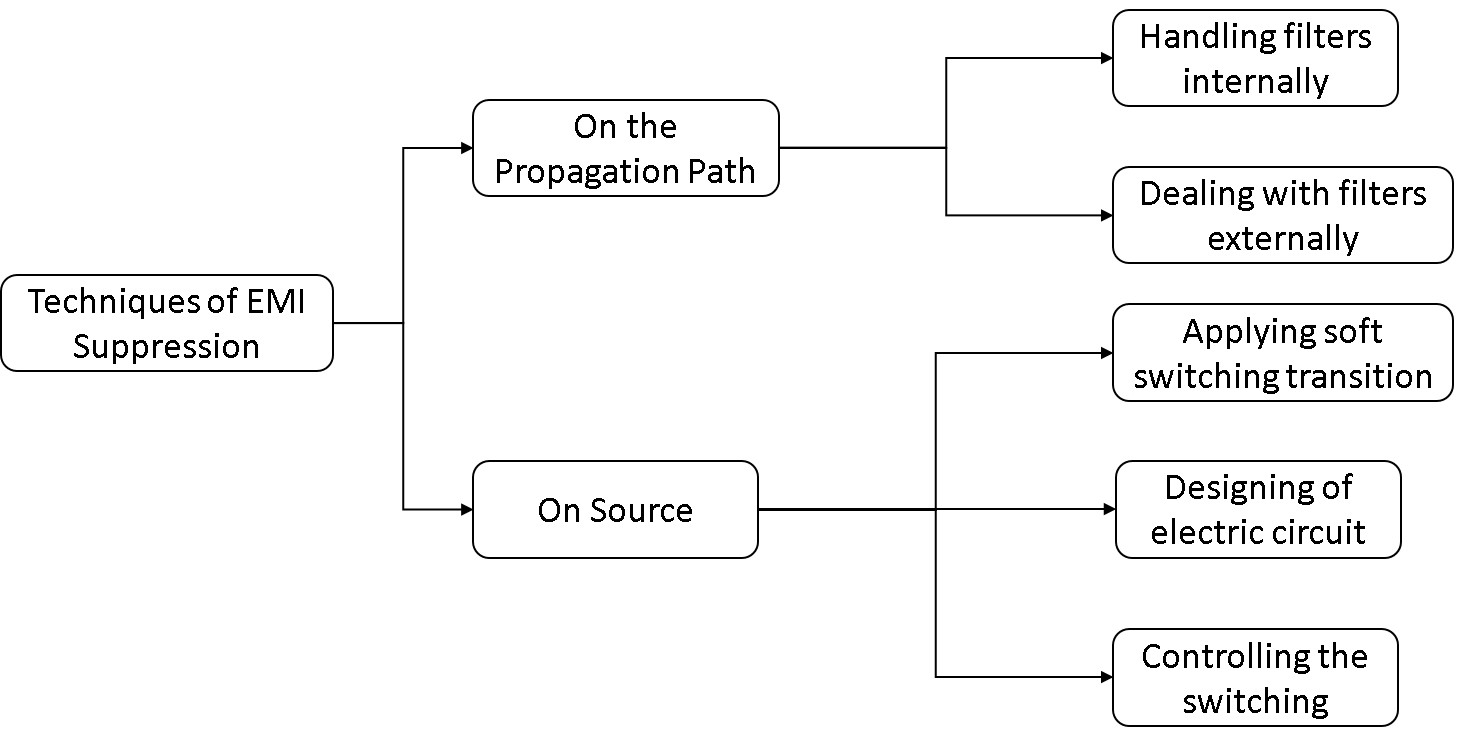
Figura 1. Técnicas de supressão de EMI baseadas no caminho e fonte da interface eletrônica de potência.

Considerando que o manuseio da alimentação elétrica não é necessário modificar os circuitos internos do dispositivo eletrônico, por ex. inversor, conversor, retificador, etc. (depois de cortar custos), usando técnicas de controle de comutação, é possível aumentar a eficiência do PE. Embora o uso de transistores chaveados possa impactar negativamente o suprimento como fonte primária de emanações eletromagnéticas, ele pode aumentar a eficiência dos controladores (por exemplo, conforme usado por controladores de alta eficiência). Uma vez que o componente fundamental das formas de onda está associado à conversão de energia (eiter DC ou AC) e à frequência de comutação (mesmo dezenas de kHz ou mais), a escolha do perfil conveniente da forma de onda é feita em relação ao alvo e às restrições do conversor de PE . 
Assim, a alta eficiência alcançada pelos conversores de potência de comutação está relacionada ao uso de dispositivos de comutação, elementos de armazenamento de energia e transformadores, através da atividade de modulação adequada dos comutadores para converter as formas de onda disponíveis de sinal CC ou CA e tensão ou corrente da fonte de energia nas formas de onda CA ou CC necessárias para a carga. Esses dispositivos de comutação são na maioria semicondutores, tais como: transistores, diodos, tiristores, transistor de efeito de campo etc.  . A alta performance dos dispositivos de comutação é a principal razão para procurar uma técnica de controle de comutação apropriada. Os dois métodos mais populares são   : 
- Determinístico, em que a modulação por largura de pulso (PWM) é aplicável como método de comutação programada e;
- Não determinística (ou modulação aleatória), caracterizada pelo método aleatório de PWM (RPWM).

### Modulação Determinística

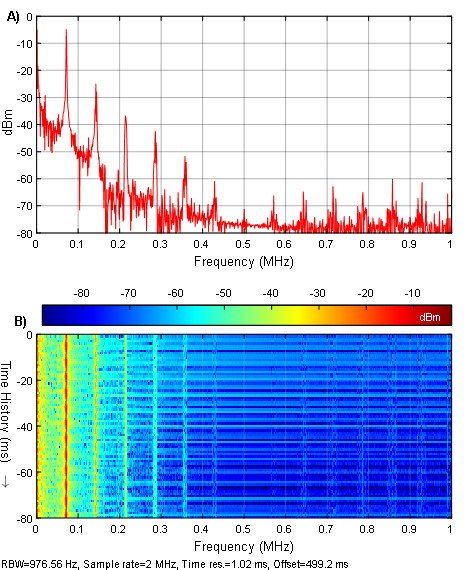
Figura 2. Ruído EMI da tensão de saída para a frequência de comutação programada (PWM): a) Espectro eb) Espectrograma.

O PWM é considerado o método mais comum da técnica determinística. Considerando o exemplo do conversor DC-DC, a chave controlada é projetada para "cortar" a forma de onda DC em uma forma de onda em forma de pulso. Essa continuidade de sinal entre os valores de tensão específica e o valor zero na frequência de comutação, e este conversor DC-DC está controlando o ciclo de serviço (𝐷), ou seja, o período de tempo em que o dispositivo de comutação é desligado em cada ciclo, é possível controlar o período de tempo em que a forma de onda de pulso assume o valor    . Geralmente, a forma de onda da interface eletrônica de potência (PEI) são funções de tempo periódicas em estado estacionário. 
Em meados da década de 1990, algumas pesquisas começaram a avaliar as técnicas de modulação de frequência para reduzir as emissões de EMI, concentrando-se em sistemas de comunicação e microprocessador   . A principal preocupação com essas últimas abordagens é que a EMI é igualmente espalhada por todo o espectro de frequências, e essas abordagens não fornecem controle sobre as bandas onde a energia da EMI é espalhada. Esse recurso é crucial para aplicações no contexto de sistemas de telecomunicações, telemática e automação em que a EMI em frequências seletivas específicas deve ser evitada. A investigação de tais técnicas aplicadas à redução de EMI de sistemas digitais é motivo de grande preocupação, inclusive a abertura de uma nova área de pesquisa, com técnicas de modulação para alimentar conversores eletrônicos com modulação aleatória. 
Como exemplo de uso, a Fig. 2. A, ao lado, mostra o espectro e a Fig. 2. B mostra o espectrograma da saída de tensão de ruído em forma de EMI para um PWM programável com frequência de comutação no conversor Buck com 0 = 0,50, de acordo com o padrão CISPR A. De acordo com a Fig. 2. A, a frequência de comutação programável cria um impacto significativo pelo formato do ruído EMI e também pela banda lateral alta. Na Fig. 2. B, mostra a amplitude dos picos altos do ruído EMI, na frequência de comutação e seus múltiplos harmônicos. 

### Modulação Não-determinística

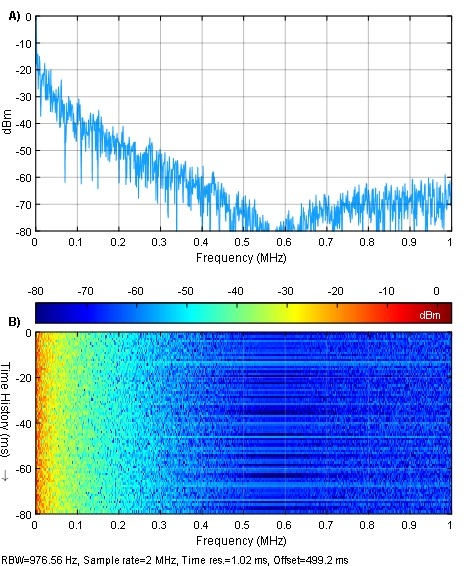
Fig. 3. Ruído EMI da tensão de saída: a) Espectro para um RPWM eb) Espectrograma para RPWM.

O processo de aleatoriedade pode ser realizado espalhando a potência harmônica existente em frequências bem definidas (isto é, harmônicas discretas) através de uma ampla gama de frequências, a fim de remover componentes harmônicos de magnitude significativa. Com isso, harmônicos discretos são substancialmente diminuídos e a potência harmônica é estendida por todo o espectro como ruído    . 
O procedimento por trás da maioria das modulações aleatórias está relacionado aos esquemas de randomizações sucessivas do trem de pulso de comutação (ou seus segmentos), que são independentes estatisticamente e são regidos por regras probabilísticas. Portanto, o procedimento de modulação aleatória deve permitir o controle preciso do desempenho no domínio do tempo da comutação aleatória, além da modelagem espectral no domínio da frequência. O problema de análise elementar na modulação aleatória diz respeito às características espectrais do sinal (e formas de onda associadas) em um conversor para a estrutura probabilística que governa o pontilhamento de um padrão de comutação nominal determinístico subjacente. Nesse caso, a abordagem adequada para analisar a configuração de comutação aleatória é o espectro de potência, calculado a partir da transformada de Fourier (FT) da autocorrelação original do sinal. Observe que o TF de um sinal aleatório é ele próprio uma função aleatória, ou seja, é uma variável aleatória em cada frequência. O espectro de potência, por outro lado, possui propriedades de convergência e pode ser estimado com segurança a partir do sinal disponível   . 
Portanto, é possível categorizar as estratégias de modulação aleatória como estacionárias. 

A Fig. 3. A mostra o espectro da forma de ruído EMI da saída de tensão para RPWM com a frequência de comutação implementada em um conversor Buck e de acordo com o padrão CISPR A. Ele mostra o espectrograma da forma de ruído EMI da saída de tensão para um RPWM, onde é possível observar (também na Fig. 3. A) que esse processo aleatório insere a forma contínua de ruído EMI, em baixas frequências, a forma de ruído EMI segue o modo oscilatório com seu valor de ruído diminuindo em todo o espectro. Fig. 3. B, mostra o espectrograma da forma de ruído EMI da saída de tensão para um RPWM, onde é possível observar (também na Fig. 3. A) que o processo de randomização introduz a forma contínua de ruído EMI e, em baixas frequências, a forma de ruído EMI segue o modo oscilatório com seu valor de ruído diminuindo em todo o espectro. 